# Motos
Motos es una localidad española, pedanía del municipio de Alustante, perteneciente a la provincia de Guadalajara, en la comunidad autónoma de Castilla-La Mancha. 

## Geografía
La localidad está situada en el extremo oriental de la provincia, a unos 1419 m sobre el nivel del mar en la falda de solana del cerro de la Abadía o cerro del Castillo. Se accede a través de una estrecha carretera provincial de 3 km de longitud que parte de la CM-2112 por el kilómetro 2,3.
Limita al este con Ródenas, al sur y este con Orihuela del Tremedal, y al oeste y norte con Alustante y Tordesilos. El río Gallo y el camino de Ródenas a Alustante, en algunas de sus partes, sirven de límite natural con este último pueblo, por el poniente y el norte, respectivamente; mientras que con Tordesilos solo limita en el vértice que marcaba el llamado Mojón de las Cuatro Esquinas.

## Historia
Antiguamente, el lugar de Motos se encontraba entre los Reinos de Castilla y Aragón y desde allí se controlaba el paso del camino de Albarracín a Molina de Aragón y por extensión el paso del Reino de Valencia al norte del Reino de Castilla. Se ubicaba en un importante nudo fronterizo de jurisdicciones eclesiásticas y civiles: diócesis de Albarracín, Sigüenza y Zaragoza y las comunidades de Molina de Aragón, Albarracín, Daroca y Teruel.
Hacia mediados del siglo XIX, el lugar, por entonces con ayuntamiento propio, tenía contabilizada una población de 160 habitantes. Aparece descrito en el decimoprimer volumen del Diccionario geográfico-estadístico-histórico de España y sus posesiones de Ultramar de Pascual Madoz de la siguiente manera:

MOTOS: l. con ayunt. en la prov. de Guadalajara (28 leg.), part. jud. de Molina (6), aud. terr. de Madrid (38), c. g. de Castilla la Nueva, dióc. de Albarracin. sit. en la falda de un cerro y combatido principalmente por el viento N.: tiene 45 casas; la consistorial; cárcel; escuela de instruccion primaria á cargo de un maestro dotado con 500 rs.; igl. parr. (San Pedro Apóstol), servida por un cura y un sacristan; una ermita (San Sebastian), sit. en el punto mas elevado de la pobl.: térm. confina con los de Tordesilos, Monterde y Rodenas; dentro de él se encuentra un pozo muy abundante y de buenas aguas que provee al vecindario y ganados para beber y demas necesidades; y un desp. que llaman Sta. Maria: el terreno que participa de quebrado y llano, es de buena calidad: comprende algunos trozos de monte poblados de chaparro y otras matas bajas. caminos, los que dirigen á los pueblos limítrofes. correo, se recibe y despacha en la adm. de Molina. prod.: cereales, legumbres, leñas de combustible y buenos pastos, con los que se mantiene ganado lanar, mular y asnal; hay caza de perdices, conejos y liebres. ind.: la agrícola. comercio: esportacion del sobrante de frutos y ganados é importacion de los art. que faltan. pobl.: 46 vec., 160 alm. cap. prod.: 741,250 rs. imp.: 59,300. contr.: 2,579.
(Madoz, 1848, p. 630)

Desde 1970 es pedanía de Alustante. La fusión voluntaria de ambos municipios se inició en 1968 con las sesiones de los Ayuntamientos de Motos y Alustante de 2 y 6 de noviembre. En ellas se acordó por unanimidad el inicio de los trámites, finalizando el proceso con la publicación en el Boletín Oficial del Estado el 24 de febrero de 1970 del Decreto 448/1970 de 12 de febrero por el que se aprobó dicha fusión.

## Demografía
| Gráfica de evolución demográfica de Motos entre 1842 y 1960 |
| |
| Población de derecho según los censos de población del INE Población de hecho según los censos de población del INEEntre el censo de 1970 y el anterior, este municipio desaparece porque se integra en el municipio Alustante |

## Patrimonio
En la localidad hay una iglesia bajo la advocación de San Pedro.

## Fiestas
La fiesta patronal de Motos se celebra en honor a San Pedro el 29 de junio. Además de la solemne misa y procesión, se celebra una comida popular y, por la noche, la Verbena. Debido a la despoblación, el reencuentro de los vecinos e hijos del pueblo se celebra en las fiestas de verano en honor a San Fabián y San Sebastián el tercer fin de semana de agosto.